# World Gone Wrong
World Gone Wrong é o vigésimo nono álbum de estúdio do cantor Bob Dylan, lançado a 26 de Outubro de 1993.
É o segundo disco consecutivo em que as músicas são todas folk tradicional, tocadas com uma guitarra acústica e harmónica.
O disco atingiu o nº 70 da Billboard 200, e ganhou um Grammy Awards na categoria "Best Traditional Folk Album".

## Faixas
Todas as faixas são tradicionais, arranjadas por Bob Dylan, exceto onde anotado
1. "World Gone Wrong" – 3:57
2. "Love Henry" – 4:24
3. "Ragged & Dirty" – 4:09
4. "Blood in My Eyes" – 5:04
5. "Broke Down Engine" – 3:22
6. "Delia" – 5:41
7. "Stack a Lee" – 3:50
8. "Two Soldiers" – 5:45
9. "Jack-A-Roe" – 4:56
10. "Lone Pilgrim" (B.F. White, Adger M. Pace) – 2:43

## Créditos
- Bob Dylan - Vocal, guitarra, harmónica